# Giovanni Amendola
Giovanni Amendola (Salerno, 15 de abril de 1882 – Cannes, 7 de abril de 1926) foi um jornalista e político italiano, notável como um oponente do Fascismo.
Depois que se formou em filosofia, ele colaborou com alguns jornais, entre eles o Il Leonardo e L'Anima de Giovanni Papini e La voce de Giuseppe Prezzolini.
Depois disso, ele ocupou a cadeira de filosofia teórica na Universidade de Pisa.
Foi morto pelos fascistas a pauladas. Seu filho foi o político italiano Giorgio Amendola.

## Trabalhos publicados
- Maine de Biran. Quattro lezioni tenute alla Biblioteca filosofica di Firenze nei giorni 14, 17, 21 e 24 gennaio 1911, Firenze, La rinascita del libro, 1911.
- La volontà è il bene. Etica e religione, Roma, Libreria Editrice Romana, 1911.
- La categoria. Appunti critici sullo svolgimento della dottrina delle categorie da Kant a noi, Bologna, Stabilimento poligrafico emiliano, 1913.
- Etica e biografia, Milano, Studio editoriale lombardo, 1915.
- Il Patto di Roma, con Giuseppe Antonio Borgese, Ugo Ojetti, Andrea Torre, Roma, La Voce, 1919.
- Il patto di Roma e la polemica. Discorso tenuto da Giovanni Amendola il 18 maggio 1919 agli elettori del Collegio di Mercato S. Severino, Sarno, Fischetti, 1919.
- Le forme essenziali della nostra vita politica e il rinnovamento postbellico, Sarno, Fischetti, 1919.
- Una battaglia liberale. Discorsi politici (1919-1923), Torino, Piero Gobetti, 1924.
- La democrazia. Dopo il 6 aprile 1924, Milano, Corbaccio, 1924.
- Per una nuova democrazia. Relazioni e discorsi al I Congresso dell'Unione nazionale, con altri, Roma, Soc. ital. di edizioni, 1925.
- Illegalismo fascista. Discorso pronunciato alla Camera dei Deputati il 6 giugno 1924, Padova, R. Guerrini, 1943.
- La nuova democrazia, Milano-Napoli, R. Ricciardi, 1951.
- La democrazia italiana contro il fascismo. 1922-1924, Milano-Napoli, R. Ricciardi, 1960.
- Discorsi politici. 1919-1925, Roma, Camera dei deputati, 1968.
- La crisi dello stato liberale. Scritti politici dalla guerra di Libia all'opposizione al fascismo, Roma, Newton Compton, 1974.
- L'Aventino contro il fascismo. Scritti politici. (1924-1926), Milano-Napoli, R. Ricciardi, 1976.
- Contro il fascismo nel Mezzogiorno. Lotta politica nel Salernitano (1919-1925) nella corrispondenza con Benedetto e Gherardo Marone, Napoli, Storia di Napoli e della Sicilia, 1978.
- Giovanni Amendola e la cultura italiana del Novecento (1899-1914). Alle origini della nuova democrazia, II, Lettere ad Alessandro Casati, Roma, ELIA, 1978.
- Carteggio Croce-Amendola, Napoli, Istituto Italiano per gli Studi Storici, 1982.
- Carteggio, 1897-1909, Roma-Bari, Laterza, 1986. ISBN 88-420-2704-9.
- Carteggio, 1910-1912, Roma-Bari, Laterza, 1987. ISBN 88-420-2927-0.
- Scritti su Giovanni Vailati, con Luigi Einaudi, Norberto Bobbio, Crema, Leva Artigrafiche, 1999.
- Carteggio, 1919-1922, Manduria, P. Lacaita, 2003. ISBN 88-88546-16-2.
- Carteggio, 1923-1924, Manduria, P. Lacaita, 2006. ISBN 88-89506-48-2.

## Biografia
- Eva Kühn-Amendola: Vita con Giovanni Amendola, Parenti, Firenze 1960 (em italiano)

## Literatura
- Giorgio Amendola: Una scelta di vita, Rizzoli, Milano, 1976 ISBN 88-17-12610-1 (em italiano)
- Simona Colarizi: I democratici all'opposizione: Giovanni Amendola e l'Unione Nazionale (1922-1926), Il Mulino, Bologna, 1973 (em italiano)
- Antonio Sarubbi: Il Mondo di Amendola e Cianca e il crollo delle istituzioni liberali (1922-1926), Milano, 1998 ISBN 978-88-4640-514-2 (1986, 1998) (em italiano)